# 刘孝孙 (南朝)
刘孝孙（?—?）。祖籍彭城（今江苏徐州）人，南朝齐人。
刘孝孙初为太学生，以文才被竟陵王萧子良召为西邸学士。刘孝孙博学多识，但是仕途不顺。常常叹息到，古人有的提出一个理论就位至卿相，谈话间降下白璧，书籍都是妄谈。